# Emilie Strejčková
Emilie Strejčková (22. ledna 1939, Domažlice – 8. března 2009, Praha) byla česká pedagožka a environmentalistka. Ovlivnily ji zážitky z dětství, které prožila na Čachrově a v okolních lesích.

## Vzdělání
Emilie Strejčková vystudovala matematiku, výtvarnou výchovu a defektologii na Pedagogické fakultě Univerzity Karlovy a postgraduálně ochranu přírody na Přírodovědecké fakultě UK.

## Ekologie
V roce 1993 na Českém ekologickém ústavu zahájila aktivity v oblasti ekologické výchovy. Od října 1994 budovala Ekologické centrum hlavního města Prahy v Toulcově dvoře a jeho ředitelkou byla devět let.
Od roku 1992 byla členkou Společnosti pro trvale udržitelný život.

## Ocenění
V roce 1997 získala za celoživotní práci v oblasti ekologické výchovy Cenu ministra životního prostředí.

## Dílo
- Strejčková Emilie a kolektiv: Děti, aby byly a žily[4]
- Strejčková Emilie: Odcizování člověka přírodě v teorii a praxi,[5] Evigogika 2007, roč. 2, č. 1